# Мінгечаур
Мінгечау́р (азерб. Mingəçevir) — є п'ятим за чисельністю населення містом в Азербайджані. Через місто протікає річка Кура.
Місто (з 1948) в Азербайджані, на річці Кура. Налічує 101 тис. мешканців. Є текстильний комбінат, харчові та інші підприємства. Поблизу міста на річці Кура розташована Мінгечевірська ГЕС. У місті є театр та історико-краєзнавчий музей, експозиція якого відображає багату історію краю. У районі Мінгечаур виявлений комплекс археологічних пам'яток від 3-го тис. до н. е. до 17 ст. н. е. Тут знаходять залишки поселень, ґрунтові і курганні могильники, глекові поховання, гончарні печі, християнські храми та ін. Етнічний склад: 93,8 % азербайджанці, месхетинці, удіни, цахури, лезгини Релігійний склад: 100 % іслам в основному шиїти. Мова: азербайджанська 95 %.

## Пам'ятники Мінгечаура
- Мінгечаурська археологічний комплекс.
- Судагилан — стародавнє городище.
- Глекові поховання Мінгечаур (всього понад 300).

## Відомі уродженці
- Руслан Мурадов — Національний герой Азербайджану.
- Ділгам Нагієв — Національний герой Азербайджану.
- Риндін Євген Юрійович — Герой Росії.

## Населення
Динаміка росту населення:
- 1979 — 59 733 мешканців
- 1989 — 85 400 мешканців
- 1990 — 90 900 мешканців
- 1994 — 97 200 мешканців
- 1995 — 97 700 мешканців
- 1997 — 97 400 мешканців
- 2002 — 94 600 мешканців
- 2003 — 94 900 мешканців
- 2005 — 95 300 мешканців
- 2010 — 101 107 мешканців

## Міста-побратими
- Тольятті (Росія)